# Burdizzo

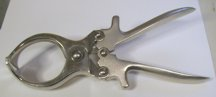
Une pince Burdizzo de neuf pouces, utilisé principalement sur les chèvres et les veaux.

La pince Burdizzo est un dispositif vétérinaire de castration conçu pour écraser les cordons testiculaires sans blesser la peau. Les vaisseaux sanguins irrigant les testicules n'étant plus vascularisés, cela entraîne la nécrose des testicules.

## Histoire

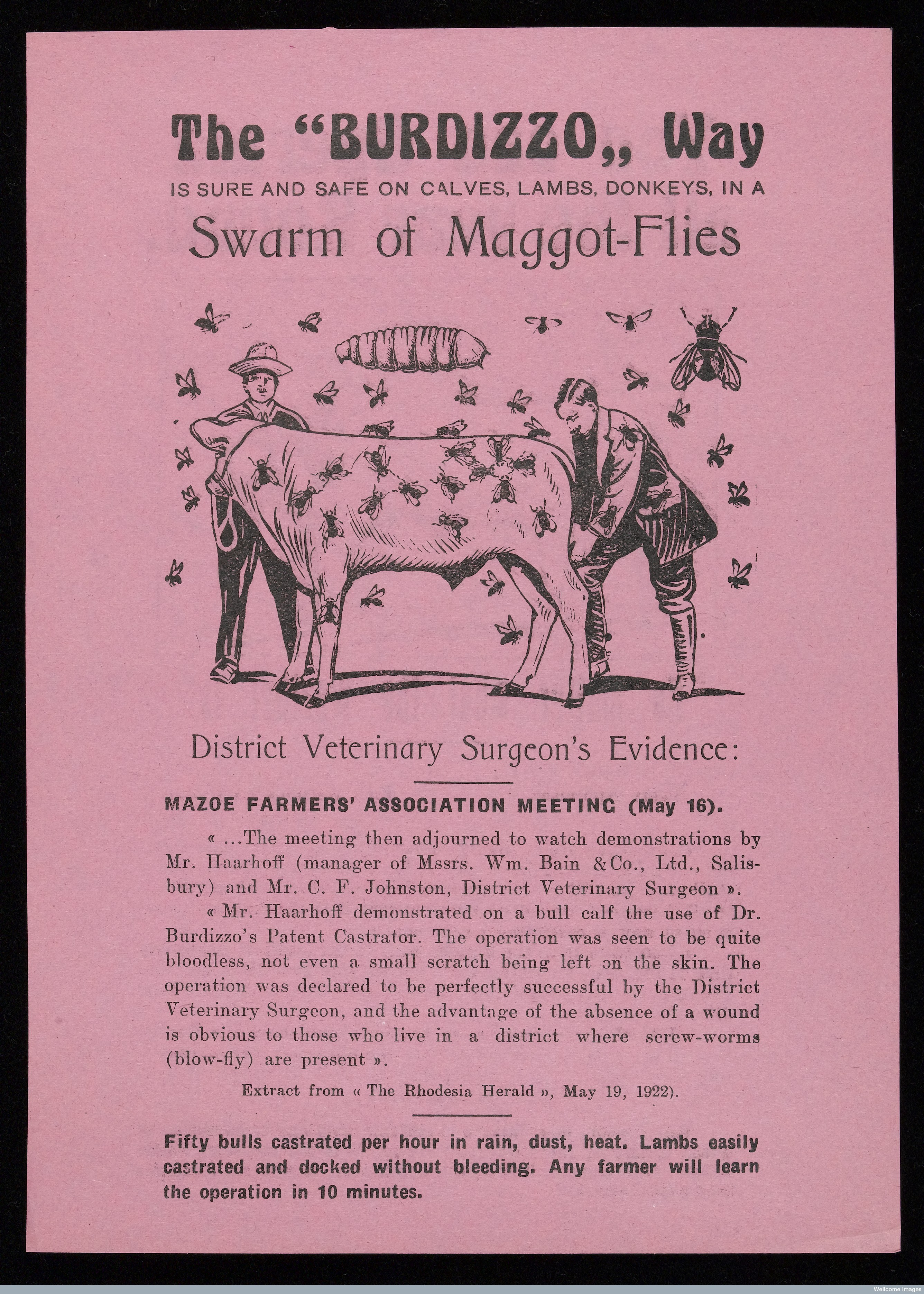
L0040408 Dépliant de la vente du « Burdizzo », une machine de castration.

Adaptée d'une pince italienne plus ancienne, la pince Burdizzo est élaborée par le vétérinaire italien Napoleone Burdizzo, qui la commercialise via son entreprise à partir de 1906. Il dépose un brevet en Italie et dans d'autres pays pour avoir l'exclusivité de la vente de pinces Burdizzo. En 1913, un vétérinaire allemand compare la pince d'Even, créée au siècle précédent, avec la pince Burdizzo. Il juge la pince Burdizzo plus légère et maniable.
L'utilisation de la pince Burdizzo est rapidement diffusée en Angleterre, aux États-Unis et en Allemagne, mais son utilisation est plus lente à s'implanter en France où son usage ne devient majoritaire que dans les années 1930. 
Dans les années 1970, son usage est contesté car jugé trop douloureux pour l'animal. Au début du XXIe siècle, la pince Burdizzo est toujours utilisée dans certains élevages à engraissement lent selon George Theves.

## Principe
L'animal est immobilisé et une anesthésie locale peut être administrée. La pince est placée sur un premier cordon spermatique, refermée, puis placée sur le second cordon spermatique. La pince sectionne les canaux spermatiques en deux parties sans que la peau ne soit abimée.
La castration par pince Burdizzo peut rencontrer des échecs, qui peuvent être limités en combinant cette technique avec l'usage d'élastiques.

## Usages

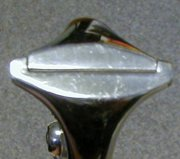
La pince de neuf pouces du Burdizzo.

Le Burdizzo est principalement utilisé sur les animaux de ferme, comme les bovins et les moutons. Des réclames de la première moitié du XXe siècle annoncent également qu'il est possible de l'utiliser sur les ânes et les chevaux. Cette technique est utilisée par 43 % des éleveurs de veaux britanniques contre 1 % des éleveurs de veaux néo-zélandais. Les bovins utilisés pour la viande de bœuf de Kobe, sont souvent castrés par cette méthode, en raison de la réduction du risque de saignement et d'infection.

## Emploi chez l'être humain
Des essais d'utilisation de la pince Burdizzo sur l'être humain ont existé. Un cas de castration à la pince Burdizzo est rapporté chez une femme transgenre souhaitant éviter des interventions plus coûteuses.
La pince Burdizzo a également été utilisée par certaines personnes comme moyen d'auto-castration, souvent par des personnes qui cherchent un remède à une forte libido, ou ceux qui, pour des motifs religieux, l'influence des amis, le plaisir ou pour des raisons personnelles, cherchent à devenir eunuques[source insuffisante].  
Parce que l'incision n'est pas nécessaire, la castration par Burdizzo est généralement sans effusion de sang et, selon certaines recherches, comporte un moindre risque d'infection, en comparaison avec les méthodes traditionnelles. Le Burdizzo n'a pas été conçu à l'origine pour l'usage humain, et assez peu de recherches ont été faites à ce sujet ; de nombreux médecins et d'autres professionnels ne considèrent pas le Burdizzo comme un moyen sûr de méthode de castration pour l'humain. Alors que les risques de pertes de sang et d'infections sont faibles, l'anesthésie est cependant nécessaire, étant donné que le Burdizzo cause des dommages pour les cordons spermatiques, qui sont épais, et enveloppés dans des fibres nerveuses. Par conséquent, l'utilisation humaine est source d'inconvénients, ce qui peut impliquer des infections testiculaires.[réf. nécessaire]